# 今村泰二
今村 泰二（いまむら たいじ、1913年12月4日 - 2004年12月28日）は、日本の動物学者で、ミズダニ研究の世界的権威。兵庫県出身。

## 生涯
- 1913年12月4日、兵庫県美嚢郡（現在は三木市）吉川町市野瀬に生まれる。兵庫県私立三田中学校（現在は三田学園中学校・高等学校）に入学、岐阜高等農林学校（現在は岐阜大学応用生物科学部）を経て、北海道帝国大学理学部動物学科へ進学し、1938年同大学を卒業。その後も大学に残り、内田亨の下で動物の研究を続ける。
- 1940年 - 1946年、中国へ従軍。
- 1947年（帰国後）、北海道第三師範学校（現在は北海道教育大学旭川分校）教授となる。
- 1949年北海道学芸大学教授となり、1954年、北海道帝国大学より「Studies on water-mites of Japan(本邦産ミズダニ類の研究)」で理学博士の学位を取得。
- 1955年より、茨城大学文理学部教授（ - 1979年）。
- 1962年より、"Acarologia"（パリ発行）編集委員。
- 1971年、国際ダニ学会議の終身名誉会員。
- 1973年、茨城大学図書館館長兼任（ - 1975年）。
- 1975年より、"International Journal of Acarology"(米国発行)編集顧問。
- 1975年、ダニ類研究会会長（- 1976年）。
- 1976年、茨城県で催された第27回全国植樹祭で昭和天皇への説明役を務める。
- 1978年、紫綬褒章を受章。
- 1979年、茨城大学理学部教授を定年退官、名誉教授。
- 1982年、日本動物分類学会評議員（ - 1983年）。
- 1983年、常磐大学人間科学部教授（ - 1989年）。
- 1985年、勲三等旭日中綬章を受章。
- 1986年、日本動物分類学会評議員（ - 1989年）。
- 1995年、闘病生活に入る。
- 2004年12月28日、茨城県 水戸市にて死去、享年91。

## ミズダニ類標本コレクション
1946年から1971年に国内外で収集されたミズダニ類の標本1,541点が、本人の生前からの希望もあり茨城大学理学部森野浩教授および茨城大学広域水圏科学教育研究センター菊地義昭教授ならびに日本大学大学院生物資源科学研究科安倍弘教授の尽力により、2005年に遺族からミュージアムパーク茨城県自然博物館（館長:菅谷博）へ寄贈された。
標本の中には、28科59属154種10亜種のホロタイプ（正基準標本）が含まれており、学術的に大変貴重なものである。寄贈された標本は、「今村泰二ミズダニ類コレクション」として同博物館で保管されている。

## 著書
- 『動物分類表』 北隆館 1958年
- 『楽しい動物教室 自然と動物と人生』 内田老鶴圃（老鶴圃新書）1961年
- 『新動物分類表』 北隆館 1961年
- 『おとぎの丘 自然紀行と動物エッセー』近代文芸社 1995年
- 『淡水動物の世界』 近代文芸社 1996年

## 論文
- 国立情報学研究所収録論文 国立情報学研究所